# 4 Blocks
4 Blocks ist eine deutsche Dramaserie, die von 2017 bis 2019 in drei Staffeln auf TNT Serie ausgestrahlt wurde. Regie führten Marvin Kren, Oliver Hirschbiegel und Özgür Yıldırım. Die Serie, die mit Kida Khodr Ramadan in der Hauptrolle als Anführer eines arabischen Familienclans besetzt ist, wurde von Kritikern gelobt und konnte mehrere namhafte Preise gewinnen.

## Handlung

### Staffel 1
Der Libanese Ali „Toni“ Hamady wohnt seit 26 Jahren mit seiner Familie in Deutschland. Er ist der Anführer eines in Berlin-Neukölln lebenden und der organisierten Kriminalität zugehörigen Familienclans. Der eigentliche Chef, sein Onkel Ibrahim, hat sich weitgehend aus den Geschäften zurückgezogen, gibt aber immer noch im Hintergrund die wichtigen Befehle. Toni ist allerdings unzufrieden mit seiner Rolle und wünscht sich, mit seiner Frau Kalila und seiner Tochter Serin ein Leben ohne Kriminalität führen zu können. Um dies zu verwirklichen, benötigt er jedoch eine unbefristete Aufenthaltsgenehmigung, auf die er seit Jahren wartet. Anschließend will er ins Immobiliengeschäft einsteigen.
Nachdem sein Schwager Latif mit neun Kilogramm Kokain im Auto verhaftet worden ist, muss Toni reagieren. Er möchte die Kontrolle über den Hamady-Clan auf keinen Fall seinem unberechenbaren Bruder Abbas überlassen. Dieser hat gerade einen ermittelnden Beamten getötet, der sich auf seiner Lohnliste befand und dem er die Verhaftung von Latif anlastete. Unter Ermittlungsleiter Hagen Kutscha dringt die Polizei immer tiefer in die Kreise der Hamadys ein. Aber nicht nur die Polizei macht den Hamadys ihr Kerngeschäft, den Drogenhandel, streitig. Der Rockerclub Cthulhus stört ebenfalls das Geschäft und unternimmt alles, um den Hamadys zu schaden.
In seiner Not trifft Toni auf Vince, einen alten Freund, dem er vertraut und der ihm zur Seite steht. Toni weiß jedoch nicht, dass Vince eigentlich ein verdeckter Ermittler der Polizei ist. Die Lage wird noch komplizierter, als Vince auf Latifs Ehefrau Amara trifft, für die er schon früher eine Schwäche hatte. Während Vince immer tiefer in den Dunstkreis der Hamadys eindringt und sogar Ibrahim kennenlernt, wird die Kluft zwischen Abbas und Toni immer größer. Als die Cthulhus aufgrund eines Tipps der Polizei das Haus von Ibrahim überfallen, ist Abbas zufälligerweise da. Sie lassen den Onkel schwer verletzt zurück, doch Abbas tötet den Anführer der Hamadys aus Rache für eine Rüge, die er erhalten hat. Er lässt es dabei jedoch so aussehen, als wären es die Cthulhus gewesen.
Vince versucht, seine Ermittlungen abzuschließen, und drängt auf Zeugenschutz für ihn und Amara, die mit ihm durchbrennen will. Als Toni jedoch herausfindet, dass sein Freund ein verdeckter Ermittler ist, will er ihn töten. Doch Vince kann ihn überwältigen und umstimmen. Er will einen starken Toni an der Spitze der Hamadys, um einen offenen Krieg zu verhindern, zumal auch er erkennt, dass ein größenwahnsinniger Abbas nicht die Lösung ist. Latif kommt jedoch frei, weil Zeki, ein jüngeres Clanmitglied, statt seiner die Schuld auf sich genommen hat. Dies verkompliziert die Dinge, da Latif inzwischen im Gefängnis von Vinces wahrer Identität erfahren hat.
Vince kann die Waffe besorgen, mit der Abbas den Polizisten erschossen hat, und gibt diese an seine Kollegen weiter. Abbas’ Verhaftung ist bereits terminiert, eine sichere Wohnung ist vorbereitet. Doch gerade, als Vince mit Amara untertauchen will, bekommt er mit, dass die Cthulhus Toni entführt haben. Entgegen aller Vernunft informiert er Abbas und führt die Hamadys zum Unterschlupf der Cthulhus. Der Showdown der ersten Staffel endet mit einem erstochenen Vince. Abbas wird verhaftet und Toni tötet den Anführer der Cthulhus, womit er gegen seinen eigenen Ehrenkodex („Wir töten keine Menschen“) verstoßen hat. Am Ende steht er an der Spitze der Hamady-Familie.

### Staffel 2
Die zweite Staffel spielt ein Jahr später. Toni steht unangefochten an der Spitze des Hamady-Clans, während Latif die Straßengeschäfte führt. Toni reist in den Libanon, wo er mit den großen Bossen verhandelt. Diese wurden von ihrem ehemaligen Partner, Mohammad al-Saafi, enttäuscht und setzen nun Toni als Verantwortlichen für Berlin ein. Im Laufe des Gesprächs wird Omar al-Saafi, der Neffe von Mohammad, getötet. Toni ist mittlerweile ins Immobiliengeschäft eingestiegen und unterhält eine Notunterkunft für Flüchtlinge. Er kauft sich ein großes Grundstück an der Spree, auf dem er plant, später Hotels und andere Immobilien zu errichten, gerät dabei jedoch mit dem jungen Immobilienhai Matthias Keil aneinander. Auch privat steht bei Toni vieles nicht zum Besten. Von seiner Ehefrau Kalila lebt er getrennt, ihre gemeinsame Tochter sieht er nur noch selten. Er versucht, die Familie wieder zusammenzubringen.
Ein Krieg mit den al-Saafis beginnt, nachdem diese mit Hilfe tschetschenischer Gangster die Flüchtlingsunterkunft abgebrannt haben. Der Krieg belastet die Familiengeschäfte schwer, es kommt zu gegenseitigen Angriffen. Als Mohammads Bruder, der bislang als Faustpfand diente, im libanesischen Gefängnis stirbt, fehlt den Hamadys jedes Druckmittel. Zeki, mittlerweile wieder auf freiem Fuß, konnte seinen Stand im Clan nicht verbessern und wird weiterhin vertröstet. Dies treibt ihn in die Fänge von Mohammad, der ihn als Spitzel für seinen Clan anwirbt. Informationen von ihm führen zur Ermordung von Enis Haziri, „Kartoffel“ genannt, der bei einer Kurierfahrt von Tschetschenen erschossen wird. Dies verunsichert die Basis schwer, Rufe nach Rache werden laut. Weiterhin steht der Clan jedoch unter verstärkter Beobachtung von Hagen Kutscha und der Polizei.
Abbas wird derweil in einem Prozess zu lebenslanger Haft mit anschließender Sicherheitsverwahrung verurteilt. Die Hamadys verlangen eine Berufung, doch unterdessen wird Abbas in der JVA Tegel einquartiert, die unter der Kontrolle der al-Saafis steht. Toni, dessen Streit mit seinem Bruder weiterhin nicht beigelegt ist, versucht ihn herauszuholen oder zumindest verlegen zu lassen, während sich Abbas mit Frankie anlegt, der die Drogengeschäfte im Gefängnis führt. Die Situation eskaliert, als Abbas in der Isolationshaft von zwei Tschetschenen attackiert und schwer verletzt wird. Als er in eine Klinik transportiert werden soll, gelingt ihm jedoch unterwegs die Flucht. Schwer angeschlagen trifft er bei Toni ein, der nun plant, ihn in den Libanon zu versetzen. Toni bringt Abbas in einem alten Lagerhaus unter, in welchem ihn Ewa besuchen kann.
Aufgrund von dubiosen Zahlungen, die Toni aus dem Libanon erhält, werden seine Bankkonten eingefroren. Dies führt dazu, dass der Vertrag für das Grundstück an der Spree doch nicht zustande kommt. Matthias Keil wittert seine Chance und kauft zu Tonis Ärger selbst das Grundstück. Als Einschüchterungsversuche von Toni bei Keil keine Wirkung zeigen, lässt er Keils Freundin anschießen, was diesen sichtlich erschüttert. Keil ist außer sich vor Wut und kontaktiert in seiner Not Nico, ein ehemaliges Mitglied der Cthulhus, der noch eine offene Rechnung mit Toni hat.
Als Tonis Tochter Serin entführt wird, verdächtigt er sofort Mohammad. Es stellt sich jedoch heraus, dass Zaur, der Anführer der Tschetschenen, Serin entführt hat. Mohammad ist wütend darüber, dass Zaur ohne seine Anweisungen das Mädchen entführt hat, und schneidet ihm den Hals durch. Anschließend bringt er Serin unbeschadet zu ihren Eltern zurück.
Kalila überredet Toni dazu, endlich Frieden mit Mohammad zu schließen, was die beiden mit einer Zwangshochzeit zwischen Maruf und Djamila, der Nichte von Mohammad, bewerkstelligen wollen. Zusätzlich teilt Mohammad Toni mit, dass Zeki der Verräter in seinen Reihen war. Toni droht Zeki, dass er ihn umbringt, wenn er nicht sofort Berlin verlässt, was dieser schließlich tut.
Der Onkel des ermordeten Zaur möchte sich an Mohammad rächen, doch dieser überzeugt ihn, dass Toni für den Mord verantwortlich war, und verspricht ihm, Toni und dessen Familie an ihn zu übergeben. Mohammad plant, Toni und dessen Familie auf der Hochzeit seiner Nichte zu ermorden. Djamila bekommt jedoch Wind davon und schafft es, Kalila von den Mordplänen zu erzählen, woraufhin Toni Mohammad hinrichtet.
Toni geht währenddessen einen Deal mit dem todkranken Kutscha ein: Er bietet ihm die Ergreifung von Abbas und der Tschetschenen sowie ein hohes Bestechungsgeld. Dafür soll Kutscha der Polizei weismachen, dass Abbas den Polizisten nicht getötet hat. Kutscha nimmt das Angebot an und Abbas kommt frei.
Als alles geregelt scheint, packen Toni, Kalila und Serin ihre Koffer für ihren langersehnten Urlaub. Im Garten taucht plötzlich der von Keil beauftragte Nico auf, um Toni zu ermorden. Er schießt, aber Toni bückt sich in diesem Moment, und die Kugel trifft Kalila in die Brust. Anschließend wird Toni von einem zweiten Schuss getroffen, doch die Kugel streift nur seinen Hals. Kemal schafft es, Toni vor weiteren Schüssen zu bewahren, und verfolgt den flüchtenden Nico, während Kalila zusammenbricht.

### Staffel 3
Die Staffel 3 setzt unmittelbar nach dem Ende der zweiten Staffel an. Kalila wird ins Krankenhaus gebracht, wo Toni zusammen mit Serin hofft, dass sie ihre Schussverletzung überlebt. Währenddessen suchen seine Leute fieberhaft nach dem Schützen. Schließlich gelingt es, seiner habhaft zu werden. Toni verlässt das Krankenhaus und tötet ihn, als dieser in einer Art komatösen Zustand schläft. Als er zurückkommt, ist seine Frau gestorben. Dies wird  für Toni zum Wendepunkt. Er jagt zwar noch Keil und lässt ihn zu einer Scheinhinrichtung bringen, verschont ihn aber.
Ein Jahr später hat sich Toni weitestgehend aus dem Drogengeschäft zurückgezogen und trainiert ehrenamtlich ein Fußballteam in Neukölln, welches aus Flüchtlingen besteht. Außerdem kämpft er um das Sorgerecht für seine Tochter Serin, die bei ihrer Großmutter lebt. Clan-Oberhaupt ist nun Abbas, während Latif sich um das Tagesgeschäft kümmert. Doch Toni wird wieder in die Clangeschäfte hineingezogen. Karami, der Boss aus dem Libanon, schickt Männer zu Toni, die ihn auffordern, das unterschlagene Drogengeld zurückzugeben und den Verantwortlichen für diese Unterschlagung zu finden. Es beginnt nun eine verzweifelte Suche nach dem Verräter. Sogar der immer als loyal geltende Kemal gerät in Verdacht. Inzwischen plant Abbas den Coup seines Lebens: einen Diamantenraub am Flughafen.
Doch es kündigen sich neue Probleme an: Zeki ist zurück und hat sich in Frankfurt einen ausgezeichneten Ruf erarbeiten können. Er will nun, trotz des Verbotes, nach Berlin zurückzukehren, sein Geschäft auf den Berliner Drogenmarkt ausdehnen. Zu diesem Zweck knüpft er Kontakt zu den Russen. Zusammen mit dem unzuverlässigen Pascal muss er, um seine Loyalität zu beweisen, direkt einen Mord begehen. Schließlich gelingt es ihm, seinen alten Kumpel Maruf auf seine Seite zu ziehen. Dieser besorgt ihm die Drogenkontakte, vor allem, um bei seiner alten Liebschaft zu landen, und hintergeht dabei seinen Onkel.
Auch das Landeskriminalamt Berlin mit Alexandra Winter als neue Leiterin der Abteilung Clankriminalität ist den Hamadys auf den Fersen. Gefüttert von anonymen Informationen durch Zeki sowie einer Abhöraktion in Abbas’ Haus, beginnt Winter den Druck auf alle Beteiligten zu erhöhen. Dabei erpressen die Beamten auch Latifs Frau Amara, die sich vor ihrem rachsüchtigen Ehemann versteckt hält. Diese kehrt nach Berlin zurück, um die Dinge mit ihrem Mann zu klären. Als eine erste Aussprache fehlschlägt, wendet sie sich an Toni.
Derweil findet der Coup am Flughafen statt. Das LKA hat einen weiteren Tipp von Zeki bekommen. Doch Winter will die großen Fische, und statt den Überfall zu vereiteln, lässt sie sich von Abbas täuschen und findet lediglich den leeren Koffer. Als Abbas Kemal töten will, kann Toni die Situation klären, verpasst dabei jedoch einen wichtigen Besuchstermin bei seiner Tochter. Er muss sich nun entscheiden und will zunächst die Clangeschäfte klären.
Karami erhöht derweil den Druck auf Toni und lässt Latif erschießen, gerade, als dieser sich zum Wohl der Kinder mit seiner Frau versöhnen will. Er stirbt in Amaras Armen. Schließlich finden sie nach längerer Suche den Verräter. Es ist Ewa, Abbas’ impulsive Frau, die hinter der Unterschlagung steht. Abbas stellt sie nach einem Besuch beim Gynäkologen zur Rede und tötet sie und ihr ungeborenes Kind dabei versehentlich. Toni versucht Karami mit einem Bild der toten Ewa zu beschwichtigen, und er verzichtet auf Blutrache für den getöteten Latif. Die beiden Clan-Chefs erklären Einvernehmen über einen Friedensschluss und die vollständige Auflösung ihrer Geschäftsverbindungen.
Doch bereits am folgenden Tag greifen Karimis Leibwächter Toni und seine Tochter im Auto an. Er kann sich nur mit Glück in Sicherheit bringen. Daraufhin stellen die Hamadys Karami mit Unterstützung eines Partnerclans auf scheinbar neutralem Terrain eine Falle. Sie töten ihn und seine Handlanger. Das LKA wusste durch eine Abhöraktion von dem Plan, ließ sich jedoch bei der Beschattung durch Karami austricksen und war am falschen Ort.
Unterdessen wird Zeki nach einem Tipp von Keil von den Hamadys geschnappt und gefoltert. Maruf, der mit Zeki gebrochen hat, soll seinen alten Kumpel töten und damit seine Loyalität zur Familie beweisen. Unter Zwang schießt er schließlich auf ihn, doch die ihm gereichte Waffe war nur mit einer Platzpatrone geladen.
Winter setzt nun alles auf eine Karte. Sie weiß, dass Abbas und Toni nach dem Coup gegen Karami fliehen und vorher noch die Diamanten zu Geld machen müssen. Während die Polizei verschiedene Verstecke der Hamadys aushebt und so dem schwer verletzten Zeki vermutlich das Leben rettet, konzentriert sich Winter auf den vermuteten Diamantendealer. Dort treffen die Beamten des LKA tatsächlich auf Abbas. In auswegloser Situation gibt der umstellte Abbas zwei Schüsse auf die Polizei ab und wird von diesen daraufhin erschossen. Toni gelingt die Flucht. Er versteckt sich in seinem Haus auf dem Land, das er für Serin renoviert hat, und richtet zögerlich und unschlüssig seine Waffe auf sich selbst. Vor dem Haus rücken zwei schwarze Limousinen an, aus denen vier schwarz gekleidete Personen aussteigen. Tonis weiteres Schicksal bleibt ungewiss.
Winter genießt alleine mit exklusivem Champagner ihren Sieg. Die letzte Szene zeigt Maruf, wie er sich an Latifs Schreibtisch setzt.

## Produktion

### Entwicklung
Die Idee zu der Serie stammt ursprünglich von den Autoren Richard Kropf, Hanno Hackfort und Bob Konrad. Gemeinsam mit Quirin Berg, einem der Geschäftsführer des Produktionsunternehmens Wiedemann & Berg Television, wurde die Idee zur Serienreife entwickelt. Als Regisseur für die erste Staffel wurde der Österreicher Marvin Kren verpflichtet, der bereits mit einigen der späteren Hauptdarsteller (Kida Khodr Ramadan, Sami Nasser) in Kontakt stand.
Im Vorfeld recherchierten die Autoren und Kren ausgiebig. Kren legte bei der Umsetzung Wert darauf, echte Menschen aus dem Berliner Untergrund in die Besetzung der Serie mit aufzunehmen. In einem Interview mit der Zeitschrift Deadline meinte Kren: „Dazu gehörte es auch, sehr viel mit dem Auto nachts durch diese Gegend zu fahren und bei Deals dabei zu sein. Ich hab sozusagen einen Schnellkurs in Kriminalität gemacht.“
Die Serie sollte ursprünglich die Handlung aus Sicht von Vince wiedergeben, wurde jedoch durch die Anregung von Anke Greifeneder, Programmchefin des Senders TNT, so umgeschrieben, dass der Clan-Anführer Toni Hamady im Mittelpunkt steht.

### Dreharbeiten
Die erste Staffel der Serie wurde ab Juli 2016 in Berlin gedreht. Dabei wurden überwiegend Originalschauplätze im Kiez von Neukölln und Kreuzberg, wie beispielsweise die High-Deck-Siedlung, die Sonnenallee, das Kottbusser Tor oder der Görlitzer Park als Drehorte verwendet. Für die erste Staffel stand ein Budget von vier Millionen Euro zur Verfügung, davon wurden 250.000 Euro durch das Medienboard Berlin-Brandenburg zur Verfügung gestellt. Die letzte Klappe für die erste Staffel fiel nach 50 Drehtagen im September 2016.
Im April 2017 kündigte der Sender an, dass eine zweite Staffel der Serie bereits bestellt sei. Sie besteht aus sieben einstündigen Episoden, bei denen Oliver Hirschbiegel (Episoden 1–3) und Özgür Yıldırım (Episoden 4–7) Regie führten. Neben der Besetzung aus der ersten Staffel spielen in der zweiten Staffel der Hamburger Rapper Gzuz, die Rapperin Eunique sowie die Schauspieler David Schütter und Uwe Preuss mit. Seit der zweiten Staffel trägt die Serie ihre eigenen Kosten und wird nicht mehr durch das Medienboard Berlin-Brandenburg finanziert; der Vorschuss für die erste Staffel wurde zurückerstattet. Stattdessen hat TBS, die Mutterfirma von TNT Serie, 5,5 Millionen Euro in die zweite Staffel investiert.
Im Dezember 2018 wurde bekannt, dass die Serie mit der dritten Staffel beendet wird. Sie wurde von März bis Juni 2019 gedreht. Verantwortlich waren wieder Bob Konrad, Hanno Hackfort und Richard Kropf mit Özgür Yıldırım als Regisseur.

### Veröffentlichung
Die ersten beiden Folgen der Serie wurden am 15. Februar 2017 auf der Berlinale 2017 gezeigt. Die erste Staffel wurde von Mai bis Juni wöchentlich auf TNT Serie ausgestrahlt. Seit Oktober 2017 bietet der Video-on-Demand-Anbieter Amazon Video die Serie in mehr als 150 Ländern im Originalton an. Ab Sommer 2018 folgten weitere 50 Länder, darunter Deutschland.
Ab dem 28. November 2017 wurde die Serie zum ersten Mal im Free-TV auf ZDFneo ausgestrahlt. Die zweite Staffel wurde vom 11. Oktober bis zum 22. November 2018 auf TNT Serie ausgestrahlt, die dritte Staffel dort ab 7. November 2019. Nach dem Finale am 12. Dezember 2019 folgte die exklusive Dokumentation Inside 4 Blocks, ein Making-of über die ganze Serie. Alle Folgen zeigte ProSieben ab dem 31. Juli 2020, die dritte Staffel ab dem 11. September. Ab dem 12. Dezember 2020 waren alle Folgen außerdem bei Amazon Prime zu sehen. Ab Juli 2023 wird die Serie auf Tele 5 ausgestrahlt.
Seit dem 13. Dezember 2023, ist die komplette Serie auch bei Netflix zu sehen.
Alle drei Staffeln erschienen auf Blu-ray Disc und DVD über Eye See Movies.

## Besetzung

### Hauptdarsteller
Unter den Hauptdarstellern werden alle Darsteller geführt, die mindestens in einer Staffel im Vorspann aufgeführt wurden.
| Rollenname                                                   | Schauspieler          | Hauptrolle (Staffeln) | Nebenrolle (Staffeln) |
| ------------------------------------------------------------ | --------------------- | --------------------- | --------------------- |
| Ali „Toni“ Hamady                                            | Kida Khodr Ramadan    | 1.01–3.06             |                       |
| Abbas Hamady                                                 | Veysel Gelin          | 1.01–3.06             |                       |
| Kemal „Jamal“ Hamady                                         | Sami Nasser           | 1.01–3.06             |                       |
| Matthias Keil                                                | David Schütter        | 2.04–3.06             |                       |
| Zeki                                                         | Rauand Taleb          | 2.01–2.06, 3.01–3.06  | 1.01–1.06             |
| Maruf Hamady                                                 | Hassan Akkouch        | 2.01–3.06             |                       |
| Samir Hamady                                                 | Ilfan Kalender/Gringo | 2.01–3.06             |                       |
| Vince Kerner                                                 | Frederick Lau         | 1.01–1.06             |                       |
| Rainer „Ruffi“ Ruff                                          | Ronald Zehrfeld       | 1.01–1.06             |                       |
| Nico                                                         | Ludwig Trepte         | 1.01–1.06             | 2.06, 2.07            |
| Hagen Kutscha                                                | Oliver Masucci        | 1.01–2.07             |                       |
| Enis „Kartoffel“ Haziri                                      | Erkan Sulcani         | 1.01–2.03             |                       |
| Kalila Hamady                                                | Maryam Zaree          | 1.01–2.07             | 3.01                  |
| Latif Hamady                                                 | Massiv/Wasiem Taha    | 1.01–3.04             |                       |
| Ewa Hamady                                                   | Karolina Lodyga       | 1.01–3.05             |                       |
| Amara Hamady                                                 | Almila Bagriacik      | 1.01–3.05             |                       |
| Hamit al-Saafi                                               | Neil Malik Abdullah   | 2.01–2.07             |                       |
| Isha                                                         | Eunique Berkeley      | 2.01–2.07             |                       |
| Junah                                                        | Meryem Moutaoukkil    | 2.01–2.07             |                       |
| Dr. Hermann von Schönfließ (Rechtsanwalt der Familie Hamady) | Tilo Nest             | 2.01–2.07             | 1.01, 1.03–1.04, 1.06 |
| Georg Nickel                                                 | Dirk Nocker           | 2.01–2.07             | 1.01, 1.03–1.04, 1.06 |
| Mohammad al-Saafi                                            | Ahmed Hafiene         | 2.01–2.07             |                       |
| Djamila al-Saafi                                             | Sabrina Amali         | 2.01–2.07             | 3.03–3.06             |
| Alexandra Winter (LKA Berlin)                                | Lisa Marie Janke      | 3.01–3.06             |                       |

### Nebendarsteller
| Rollenname               | Schauspieler           | Nebenrolle (Staffeln) |
| ------------------------ | ---------------------- | --------------------- |
| Halim Karami             | Moussa Sullaiman       | 2–3                   |
| Issam                    | Emilio Sakraya         | 1                     |
| Leonie                   | Tijan Marei            | 1                     |
| Hakeem/„Ibrahim“         | Raymond Tarabay        | 1                     |
| Robert John              | Marc Hosemann          | 1                     |
| Klaus Schiller           | Jan Georg Schütte      | 1                     |
| Serin Hamady             | Dunja Ramadan          | 1–3                   |
| Adam Hamady              | Isaiah Corr            | 1–2                   |
| Alexander                | Gerdy Zint             | 1                     |
| Immobilienmakler         | Andreas Schröders      | 1                     |
| JVA-Beamter #1           | David Bredin           | 1                     |
| Yassin                   | Ercan Durmaz           | 1                     |
| Arslan                   | Ulas Kilic             | 1                     |
| Ogulcan                  | Rojhat Eren            | 1                     |
| Ronny                    | Maximilian Jaenisch    | 1                     |
| Junkie                   | Merlin Leonhardt       | 1                     |
| Shpend                   | Nik Xhelilaj           | 1                     |
| Sachbearbeiterin Uhlmann | Gisa Flake             | 1                     |
| Lisa                     | Jaëla Probst           | 1                     |
| Libanese #1              | David A. Hamade        | 1                     |
| Libanese #2              | Rabih-Rabea Hijazi     | 1                     |
| Rocker „Cthulhus“ #1     | Ismail Yesil           | 1                     |
| Rocker „Cthulhus“ #2     | Senay Gueler           | 1                     |
| Rocker „Cthulhus“ #3     | Mesut Ulugercek        | 1                     |
| Rocker „Cthulhus“ #4     | Arman Shokouri Partovi | 1                     |
| Rocker „Cthulhus“ #5     | Stephan Khatib         | 1                     |
| Ladyboy                  | Timm Olano             | 1                     |
| Nachbarin                | Brigitte Kren          | 1                     |
| Prostituierte            | India Antony           | 1                     |
| Kneipier                 | Thomas Marcus O’Shea   | 1                     |
| Discogirl                | Kirsten Hiller Kren    | 1                     |
| Achmed Kerim             | Achmed Kerim           | 1                     |
| Dealer #1                | Nicholas van Pittman   | 1                     |
| Dealer #2                | Rodney Jones           | 1                     |
| Hamady Clan #1           | Firat Aygül            | 1–2                   |
| Backshop-Verkäuferin #1  | Manal Omairat          | 1                     |
| Backshop-Verkäuferin #2  | Nabila Atyeh           | 1                     |
| DJ Skyline               | Erhan Kuzay            | 1                     |
| Imam                     | Taha Hussain Elnaimi   | 1                     |
| Teppichhändler           | Ulas Kilic             | 1                     |
| Sohn Teppichhändler      | Rojhat Eren            | 1                     |
| Frankie                  | Gzuz                   | 2                     |
| Tarik                    | Blerim Destani         | 2                     |
| Baraa                    | Hasan Kilo             | 2                     |
| Edy                      | Prince Kuhlmann        | 2                     |
| Amir al-Saafi            | David A. Hamade        | 2                     |
| Zaur                     | Adam Nalgiev           | 2                     |
| Yandar                   | Said Ibragimov         | 2                     |
| Tapa                     | Yusup Sobol            | 2                     |
| Dzokhar                  | Abus Magomedow         | 2                     |
| Tschetschene #1          | Kevin Lawrow           | 2                     |
| Tschetschene #2          | Daoud Idiev            | 2                     |
| Gefangener #1            | Florian Wandel         | 2                     |
| Gefangener #2            | Torro West             | 2                     |
| Geflüchtete              | Zainab Alsawah         | 2                     |
| Mann aus Sprachkurs      | Sami Alkomi            | 2                     |
| Marie                    | Marie Lang             | 2                     |
| Ingo Wachowski           | Leon Ullrich           | 2                     |
| Harald „Elvis“ Trebbe    | Uwe Preuss             | 2                     |
| JVA-Beamter #2           | Martin Baden           | 2                     |
| JVA-Beamte               | Judith Rosa Klein      | 2                     |
| Richterin                | Brigitte Kren          | 2                     |
| Klausner                 | Harald Polzin          | 2                     |
| Joanna Beerbaum          | Laura Cuenca Serrano   | 2                     |
| Gerd Keil                | Jörn Knebel            | 2                     |
| Bernhard Roth            | Peter Trabner          | 2                     |
| Omar al-Saafi            | Cem Ali Gültekin       | 2                     |
| Pascal                   | Florian Renner         | 2                     |
| Klassenlehrerin          | Katharina Palm         | 2                     |
| Waffenhändler            | Marko Dyrlich          | 2                     |
| Hamady-Clan #2           | Cemal Baris            | 2                     |
| Rainer                   | Markus Hammer          | 3                     |
| Ralf Rottenburg          | Hans-Heinrich Hardt    | 3                     |

## Episodenliste

### Staffel 1
| Nr. (ges.) | Nr. (St.) | Originaltitel    | Erstausstrahlung | Regie       |
| ---------- | --------- | ---------------- | ---------------- | ----------- |
| 1          | 1         | Brüder           | 8. Mai 2017      | Marvin Kren |
| 2          | 2         | Die falsche Neun | 15. Mai 2017     | Marvin Kren |
| 3          | 3         | Ibrahim          | 22. Mai 2017     | Marvin Kren |
| 4          | 4         | Verrat           | 29. Mai 2017     | Marvin Kren |
| 5          | 5         | Machtlos         | 5. Juni 2017     | Marvin Kren |
| 6          | 6         | Dead Man Walking | 12. Juni 2017    | Marvin Kren |

### Staffel 2
| Nr. (ges.) | Nr. (St.) | Originaltitel          | Erstausstrahlung | Regie               |
| ---------- | --------- | ---------------------- | ---------------- | ------------------- |
| 7          | 1         | Feuer                  | 11. Okt. 2018    | Oliver Hirschbiegel |
| 8          | 2         | Schafe und Löwen       | 18. Okt. 2018    | Oliver Hirschbiegel |
| 9          | 3         | Blut                   | 25. Okt. 2018    | Oliver Hirschbiegel |
| 10         | 4         | Frei                   | 1. Nov. 2018     | Özgür Yıldırım      |
| 11         | 5         | Frieden                | 8. Nov. 2018     | Özgür Yıldırım      |
| 12         | 6         | Wiedergutmachung       | 15. Nov. 2018    | Özgür Yıldırım      |
| 13         | 7         | Gewinnen und verlieren | 22. Nov. 2018    | Özgür Yıldırım      |

### Staffel 3
| Nr. (ges.) | Nr. (St.) | Originaltitel           | Erstausstrahlung | Regie          |
| ---------- | --------- | ----------------------- | ---------------- | -------------- |
| 14         | 1         | Ali                     | 7. Nov. 2019     | Özgür Yıldırım |
| 15         | 2         | Der Weg des Geldes      | 14. Nov. 2019    | Özgür Yıldırım |
| 16         | 3         | Vertrauter Feind        | 21. Nov. 2019    | Özgür Yıldırım |
| 17         | 4         | Diamanten               | 28. Nov. 2019    | Özgür Yıldırım |
| 18         | 5         | Der Pakt mit dem Teufel | 5. Dez. 2019     | Özgür Yıldırım |
| 19         | 6         | Brüder für immer        | 12. Dez. 2019    | Özgür Yıldırım |

## Rezeption

### Zuschauerzahlen
Laut TBS sollen (Stand: Oktober 2017) insgesamt mehr als 1,5 Millionen Menschen die erste Staffel der Serie gesehen haben. Für die zweite Staffel gab TBS an, dass bereits eine Woche nach Ausstrahlung des Finales mehr als 2,5 Millionen Zuschauer verzeichnet wurden.
Bei iTunes, wo die Serie zum Verkauf angeboten wurde, erreichten Staffel 1 und 2 die Plätze 1 bzw. 2 der meistverkauften Serien des Jahres 2018 und lagen somit vor Produktionen wie The Big Bang Theory oder Game of Thrones.

### Kritik
Die erste Staffel erhielt überwiegend positive Kritik und war vor allem in den Feuilletons sehr beliebt. Manche Kritiker bezeichneten sie sogar als „beste deutsche Fernsehserie aller Zeiten“. Dabei wurde vor allem die Authentizität gelobt. Die Zeit bezeichnete 4 Blocks als „das deutsche Gomorrha“ und meinte weiterhin: „Den Drehbuchautoren ist ein angenehm klischeefreier Blick auf Neukölln gelungen […]. 4 Blocks ist ein geglücktes Experiment.“ Die Süddeutsche Zeitung verglich 4 Blocks mit der US-Dramaserie Die Sopranos und bezeichnete sie als „packender als vieles, was sonst im Fernsehen läuft.“
Neben der positiven Kritik traten Debatten über die Gewaltdarstellung und die Glorifizierung des Gangstertums auf. Auch war die Serie bei der Verleihung des Grimme-Preises 2018 unter den Kritikern umstritten. Nach Debatten darüber, ob es sich um einen „Gangsterporno“ oder ein „Abbild der sozialen Zustände in Neukölln“ handle, entschied man sich dennoch zur Auszeichnung der Serie.
Blieb diese Kritik im Blick auf die erste Staffel eher im Hintergrund, gehen die Medien mit der zweiten Staffel deutlich härter ins Gericht. So wurde die zweite Staffel auf Spiegel Online von Christian Buß stark kritisiert. Im Gegensatz zur gelungenen ersten Staffel bezeichnete er die Fortsetzung als klischeebeladen und zu konventionell. Er kritisierte die Darstellung sowie die „oft gestanzt klingenden Dialoge.“ Auch Caroline Ströbele von Zeit Online bewertete die zweite Staffel eher negativ. Insbesondere eine übereilte Produktion habe dazu geführt, dass „an der Handlung gespart“ worden sei: im Gegensatz zur ersten Staffel sei die zweite „lieblos arrangiert und montiert“, die Schauspieler würden eher hölzern agieren, „die Ausdrucksfähigkeit der Schauspieler [sei] mit der ersten Staffel ausgereizt“.
Für Axel Weidemann von der Frankfurter Allgemeinen Zeitung traten in der dritten Staffel diverse Ermüdungserscheinungen auf. So gäbe es viele redundante Szenen, wie die Koksproduktion oder das Geldzählen zu Straßenrap. Zudem würden einige Figuren, insbesondere Abbas’ Ehefrau unglaubwürdig reagieren, dennoch wären auch alle Tugenden weiterhin vorhanden: „Brüche und Wendungen, die Telenovela-Qualität besaßen. Und Bilder voller schief-schöner Zweideutigkeiten. (…) Das holt den Zuschauer nicht ab, sondern reißt ihn – trotz allem – mit. Die Frage ist nun, ob wir überhaupt wissen wollen, ob Toni sein eigenes Leben bewahren kann.“

### Parodie
In der Amazon-Serie Binge Reloaded wird 4 Blocks unter dem Titel 4 Blöckle auf Schwäbisch parodiert.

### Auszeichnungen

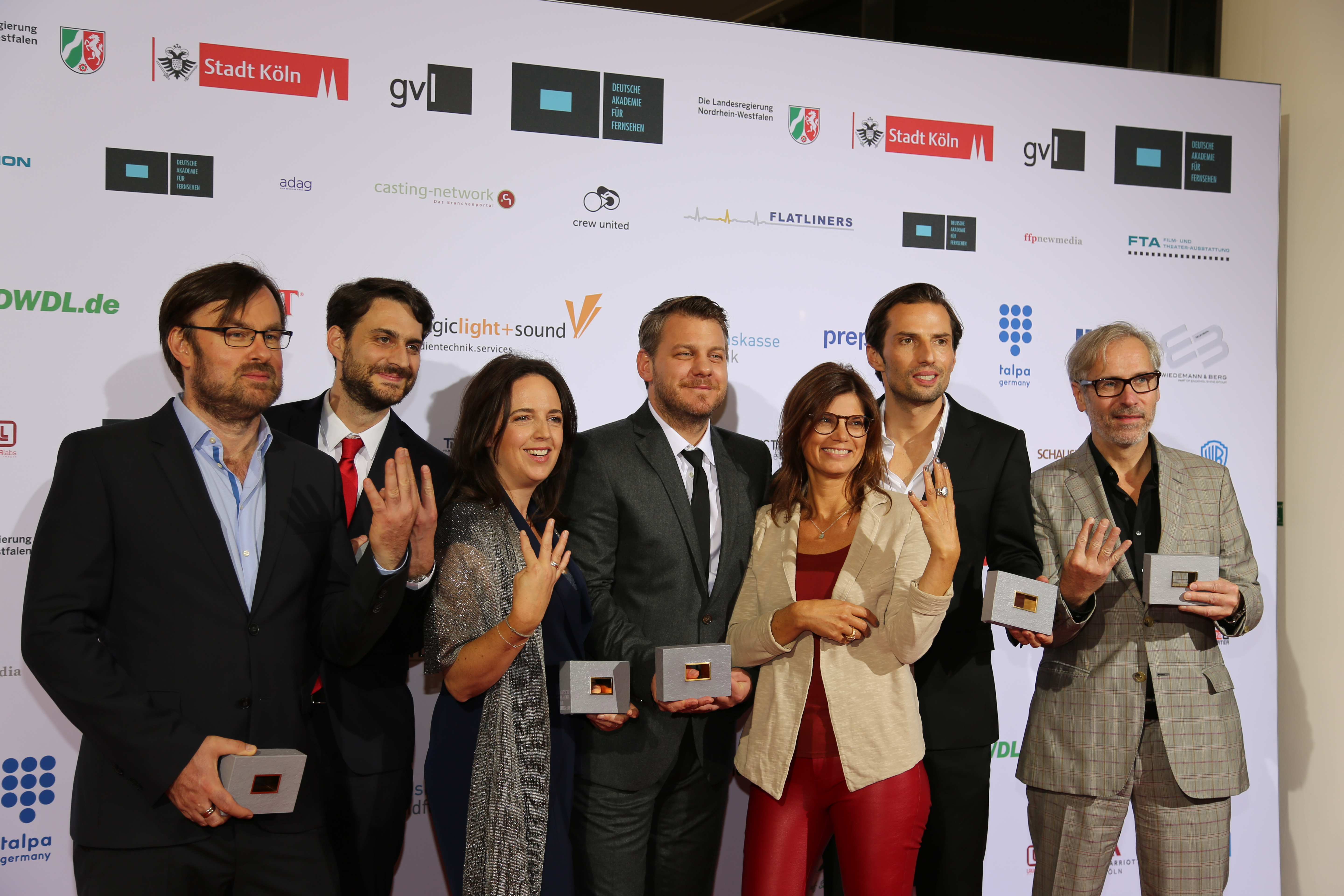
Karsten Rühle, Christian Honeck, Eva Stadler, Marvin Kren, Iris Baumüller, Quirin Berg und Stefan Will bei der Verleihung der Auszeichnungen der Deutschen Akademie für Fernsehen (DAFF) 2017

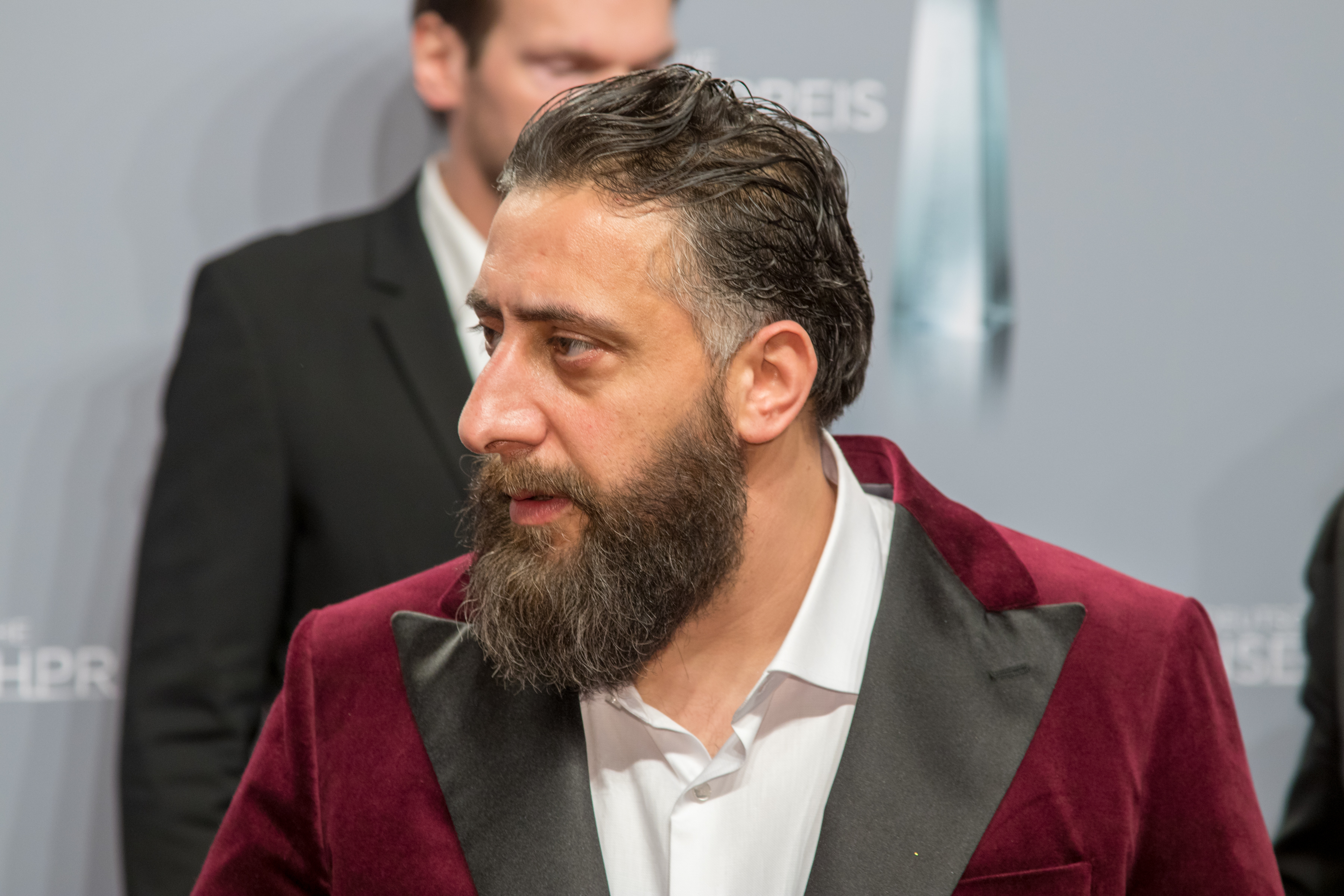
Hauptdarsteller Kida Khodr Ramadan bei der Verleihung des deutschen Fernsehpreises 2018

Die Serie gewann zahlreiche nationale und internationale Preise sowie weitere Nominierungen:
- Auszeichnung der Deutschen Akademie für Fernsehen
  - 2017: Auszeichnung in der Kategorie Casting für Iris Baumüller
  - 2017: Auszeichnung in der Kategorie Musik für Stefan Will und Marco Dreckkötter
  - 2017: Auszeichnung in der Kategorie Produktion für Quirin Berg, Max Wiedemann, Eva Stadler, Karsten Rühle, Anke Greifeneder und Hannes Heyelmann
  - 2017: Auszeichnung in der Kategorie Redaktion/Producing für Anke Greifeneder
  - 2017: Auszeichnung in der Kategorie Regie für Marvin Kren
  - 2017: Auszeichnung in der Kategorie Schauspieler – Hauptrolle für Frederick Lau
- C21 International Drama Awards
  - 2017: Nominierung in der Kategorie Bestes Casting einer Dramaserie (Best casting of a drama series)
  - 2017: Nominierung in der Kategorie Beste männliche Leistung in einer Dramaserie für Kida Khodr Ramadan (Best male performance in a drama series)
  - 2017: Nominierung in der Kategorie Beste nicht-englischsprachige Dramaserie (Best non-English language drama series)
- Deutscher Digital Award
  - 2018: Silber in der Kategorie Social/Dialog – Social Media Campaign für die Kampagne Der Zuschauer als Teil der Serie[30]
- Deutscher Fernsehpreis
  - 2018: Nominierung in der Kategorie Beste Drama-Serie
  - 2018: Auszeichnung in der Kategorie Bester Schauspieler für Kida Khodr Ramadan
  - 2018: Auszeichnung in der Kategorie Beste Regie für Marvin Kren
  - 2018: Nominierung in der Kategorie Bestes Buch für Hanno Hackfort, Richard Kropf und Bob Konrad
  - 2018: Auszeichnung in der Kategorie Bester Schnitt für Jan Hille und Lars Jordan
  - 2018: Nominierung in der Kategorie Beste Musik für Stefan Will und Marco Dreckkötter
  - 2019: Nominierung in der Kategorie Beste Drama-Serie
- Deutscher Kamerapreis
  - 2018: Nominierung in der Kategorie Schnitt Fernsehfilm für Jan Hille und Lars Jordan
  - 2018: Nominierung in der Kategorie Kamera Fernsehfilm für Moritz Schultheiß
- Deutscher Preis für Onlinekommunikation
  - 2018: Auszeichnung in der Kategorie Kampagne des Jahres für die Kampagne Der Zuschauer als Teil der Serie
- Deutscher Regiepreis Metropolis
  - 2017: Auszeichnung in der Kategorie Beste Regie TV-Serie/Serienfolge für Marvin Kren
- Festival Séries Mania
  - 2017: Auszeichnung mit dem Jury-Preis der internationalen Presse in der Kategorie Bester Hauptdarsteller für Kida Khodr Ramadan (Prix du jury de la presse internationale – Meilleure interprétation masculine)
- Goldene Kamera
  - 2018: Auszeichnung in der Kategorie Beste(r) deutsche(r) Miniserie/Mehrteiler
- Grimme-Preis
  - 2018: Auszeichnung in der Kategorie Fiktion für Marvin Kren (Regie), Maryam Zaree und Kida Khodr Ramadan (Darstellung)
- Internationale Eyes & Ears Awards
  - 2018: 1. Preis in der Kategorie Beste Digital Marketing-Kampagne für die Kampagne Der Zuschauer als Teil der Serie
- Jupiter Award
  - 2018: Auszeichnung in der Kategorie Beste TV-Serie (National)
  - 2019: Nominierung in der Kategorie Beste TV-Serie (National)
- Romy
  - 2018: Nominierung in der Kategorie Beste Regie TV-Film  für Marvin Kren
- Quotenmeter-Fernsehpreis
  - 2017: Nominierung in der Kategorie Beste Serie oder Reihe
  - 2017: Nominierung in der Kategorie Bester Hauptdarsteller einer Serie oder Reihe für Kida Khodr Ramadan
  - 2017: Nominierung in der Kategorie Beste Nebendarstellerin einer Serie oder Reihe  für Almila Bagriacik
- Venice TV Award
  - 2018: Auszeichnung in der Kategorie Beste TV-Serie (Best TV Series)